# Giuseppe Materazzi
Pour l’article homonyme, voir Materazzi.
Giuseppe Materazzi est un footballeur puis entraîneur italien né le 5 janvier 1946 à Arborea. Il évolue au poste de milieu central de la fin des années 1960 à la fin des années 1970. Il est le père de Marco Materazzi, lui aussi joueur de football.